# Dakinomyia
Dakinomyia is een vliegengeslacht uit de familie van de roofvliegen (Asilidae).

## Soorten
- D. froggattii (Dakin & Fordham, 1922)
- D. secuta Daniels, 1979